# Jérôme Napoléon Charles Bonaparte

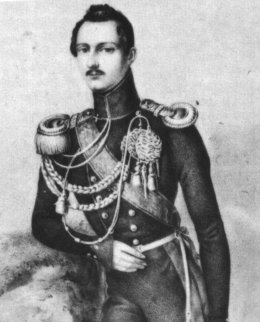
Jérôme Napoléon Charles Bonaparte

Jérôme Napoléon Charles Bonaparte, Prinz von Montfort (* 24. August 1814 in Triest; † 12. Mai 1847 in Florenz) war der erste Sohn von Jérôme Bonaparte, König von Westphalen, und Katharina von Württemberg.

## Leben
Jérôme Napoléon kam zehn Monate nach der Entthronung seines Vaters zur Welt. Er wuchs in Rom bei seiner Familie und Großmutter Laetitia auf. Als Kind war er oft krank und litt zeitlebens unter Nervenkrämpfen. Als ein Bonaparte durfte er wegen seines gestürzten Onkels Napoleon nicht in der französischen Armee dienen. Deshalb ging er 1832 mit seinem jüngeren Bruder Plon-Plon zu seinem Onkel Wilhelm I., dem König von Württemberg. Dieser gewährte beiden den Besuch der Militärakademie in Ludwigsburg, wo sie wie königliche Prinzen von Württemberg behandelt wurden. Im Gegensatz zu seinem Bruder Plon-Plon passte sich Jérôme Napoléon den Verhältnissen in Württemberg an, lernte die deutsche Sprache und diente bei der Württembergischen Armee unter dem Namen Hieronymus, Prinz von Montfort. In seiner Laufbahn stieg er bis zum Dienstgrad eines Obersten auf. Er war Inhaber des Großkreuzes des Ordens der Württembergischen Krone. Er starb unverheiratet und kinderlos.